# Oxfordshire (grofovija)
Oxfordshire je grofovija koja nema izlaz na more, i smjestena je u regiji Jugoistočna Engleska.
 
Po ustroju je nemetropolitanska, ceremonijalna a ponekad smatrana, iako ne graniči s Velikim Londonom, i matičnom grofovijom. Grofovija graniči s Warwickshirom na sjeverozapadu, Northamptonshirom na sjeveroistoku, Buckinghamshirom na istoku, Berkshirom na jugu, Wiltshirom na jugozapadu i Gloucestershirom na zapadu.

Grofovija je bogata značajnim obrazovnim i turističkim ustanovama, a zapažena je po izuzetnim kapacitetima vezanim za motosport, proizvodnju automobila i tehnološke tvrtke. Oxford University Press najveća je tvrtka među koncentracijama tiskarskih i izdavačkih tvrtki, dok je Sveučilište u Oxfordu povezano s koncentracijom lokalnih biotehnoloških tvrtki.

Kao i grad Oxford, ostali veći gradovi su Banbury, Bicester, Kidlington i Chipping Norton sjeverno od Oxforda; Carterton i Witney na zapadu; Thame i Chinnor na istoku; te Abingdon na Temzi, Wantage, Didcot, Wallingford i Henley na Temzi na jugu. Područja južno od Temze, Vale of White Horse i dijelovi Južnog Oxfordshira nalaze se u povijesnoj grofoviji Berkshire, kao i najviša točka, brdo Whitehorse Hill visine 261 metar.

Cvijet koji simbolizira grofoviju Oxfordshire je cvijet zmijska glava fritillary (lat.: Fritillaria meleagris).

## Geografija
Na području grofovije koja zauzima 2610 km² živi oko 660 000 ljudi. Još uvijek je podijeljen na pet okruga: Oxford, Cherwell, Vale of White Horse (nazvano po Uffingtonskom Bijelom konju), Zapadni Oxfordshire i Južni Oxfordshire.

The Vale of the White Horse i dijelovi Južnog Oxfordshirea južno od Temze nekada su bili dio grofovije Berkshire, ali su nakon teritorijalne reforme 1974., postali današnji okrug Oxfordshira. Suprotno tome, područje Caversham u blizini Readinga uvijek je bilo dio Oxfordshirea.

## Povijest

### Anglosaksonski period
Rani podatci vezani za okrug Oxforda prilično su neizvjesni, te se oblasne granice mogu svrstati sa svim drugim podjelama kraljevstva Mercije; starije granice su u potpunosti nestle, a okrug je preimenovan u glavni grad. Sve granice današnje grofovije, osim južne koja je prirodna i čini je rijeka Temza, su umjetne.
Okrug su u 6. stoljeću preplavili pobjednički Zapadni Saksonci, koji su 571. godine zauzeli Eynsham a 573. godine i Benson, što se može vidjeti u Saksonskoj, te kasnijoj Anglosaksonskoj kronici. U 7. stoljeću Mercijani su držali cijelu oblast sjeverno od Temze, a tijekom 8. stoljeća ova je oblast dva puta promijenila vladara; prvi put pavši u ruke Wessexa nakon bitke kod Burforda u kojoj je 752. godine kralj Zapadnih Saksonaca Cuthred(? - 756.) porazio kralja Æthelbalda od Mercije(? - 757.), da bi nekoliko decenija kasnije 779. godine, nakon velike bitke kod Bensingtona koju je vodio mercijski kralj Offa(? - 29. srpnja 796.) protiv zapadnih Saksonaca koje je vodio Cynewulf od Wessexa (? - 786.) završila pobjedom Mercijana, kojom su prilikom zapadni Saksonci bili primorani priznati mercijsku nadmoć.
Kao dio mercijskog kraljevstva oblast je bila uključena u biskupiju Lincoln. Biskupija je osnovana u Dorchesteru na Temzi već 634. godine, kada je sv. Birinus, (600. – 649. ili 650.), apostol Wessexa, tamo dobio biskupsku katedru, ali uspostavom biskupije u Winchesteru, ovoj dijecezi je došao kraj. Prije mercijskog osvajanja 777. godine, Oxfordshire je pripadao biskupiji Sherborne (na sjeverozapadu današnje grofovije Dorset).

### Normanski period
Oxfordshire se spominje kao okrug (u geografskom smislu te riječi) u ranim godinama 10. stoljeća kada se navodi da se nalazi između rijeke Temze na jugu, Cotswoldsa na zapadu, Chilterna na istoku i Midlandsa na sjeveru, a ogrnci vode prema jugu do Henley na Temzi i sjeverno do Banburyja.

U Knjizi sudnjeg dana (1086.), na osnovu sveopćeg popisa imovine u Engleskoj koji je proveo Vilim I. Osvajač, zabilježeno je da je okrug bio prilično dobro naseljen, a da su mu glavni centri bili Oxford i Bampton.
Uništavanje kuća u Oxfordu zabilježeno je u Knjizi sudnjeg dana i možda je moglo biti objašnjeno pustošenjem pobunjeničke vojske, ali Vilimova opsada se ne osporava. Veliki posjed u okrugu pripao je Vilimu Osvajaču, a također i njegovom hrabrom polubratu Odu, biskupu od Winchestera.
Nakon normanskog osvajanja, Oxfordshire je ostao u biskupiji Sherborne, ali je 1092. godine sjedište biskupije prebačeno u Lincoln. Tu je biskup Lincolna posjedovao veliko imanje, dok su opatije Abingdon, Osney i Godstow, zajedno s drugim vjerskim kućama, držale u svom vlasništvu mnogo zemlje u cijelom okrugu. Među glavnim najmoprimcima bio je Robert D'Oili, nasljednik Wigoda od Walhngforda, i guverner Oxforda koji je posjedovao mnoga vlastelinstva i kuće.
Do vremena normanskih osvajanja važnost Oxforda već je bila dobro ustanovljena; tamošnji shire moot
 (grofovijski sud)  spominje se u Canuteovim oxfordskim zakonima 1018. i nesumnjivo je da je od početka bio sjedište grofovijskog suda, a da je u dvoracu bio i grofovijski zatvor. Glavni povijesni događaji između ovog razdoblja i građanskog rata manje pripadaju povijesti grofovije nego samom gradu Oxfordu.

### Srednjovjekovne građevine
Srednjovjekovno razdoblje obilježavaju brojne sakralne i domaćinske građevine. Crkva sv. Djevice Marije u Iffleyu, južno od Oxforda, jedan je od najboljih primjera čistoga romaničkog stila u Engleskoj, potom Adderbury, južno od Banburyja, ima župnu crkvu sv. Djevice Marije čiji je osnova u obliku križa. Među svjetovne građevine spadaju dvorac Broughton (14. stoljeće), Stonor Park, Stanton Harcourt (1450.), Chastleton i palača Blenheim (početkom 18. stoljeća), sagrađene u blizini Woodstocka za jednog od najvećih engleskih generala Johna Churchilla, člana jedne od velikih političkih dinastija Engleske. 

### Moderno doba
Okrug Vale of the White Horse i dijelovi upravnog okruga Južnog Oxfordshire južno od rijeke Temze kroz povijest su bili dio Berkshirea, ali su administrativnoj grofoviji Oxfordshire dodani 1974. godine.
Suprotno tome, područje Readinga iz Cavershama sada pripada Berkshireu, ali su povijesno bili dio Oxfordshirea kao i župa Stokenchurch, sada u administrativnoj frofoviji Buckinghamshire.
2007. godine obilježio je 1000. rođendan grofovije. Dva kanua dužine od po 12 metara uvezena iz bangladeškog distrikta Sylheta dovedena su u Oxfordshire koji je bio domaćin prvom natjecanju Nowka Bais u Ujedinjenom Kraljevstvu. Ovaj sport je postao godišnji kulturni događaj u Oxfordshiru, privlačeći tisuće ljudi među kojima i visokog povjerenika Bangladeša.

## Poljoprivreda
Poljoprivreda je i dalje važna u Oxfordshireu. Visoravni Sjevernog Oxfordshira važni su za uzgoj ovaca i ratarskih kultura, uglavnom na velikim farmama. Od srednjovjekovnih vremena do sasvim nedavno, vuna je bila glavni oslonac gospodarstva. U dolinama koje su mahom imale glineno tlo, uglavnom se sijala trava u svrhu uzgoja krava i proizvoda od mlijeka, dok je na White Horse Vale i sjevernim padinama Downs-a značajna proizvodnja voća.
Željezna ruda vadi se u blizini Banburyja, a glina, pijesak i šljunak također se vade i obrađuju u raznim dijelovima grofovije. Cowley, predgrađe Oxforda, glavno je industrijsko središte za proizvodnju motornih vozila. 

## Obrazovanje
Oxfordshire ima potpuno sveobuhvatan obrazovni sustav s 23 neovisne škole, uključujući istaknuti Radley College i 35 državnih srednjih škola.
Grofovija ima dva sveučilišta: drevno Sveučilište u Oxfordu i moderno Sveučilište Oxford Brookes, koje se nalaze u Oxfordu. Uz to, Wroxton College, smješten u Banburyju, povezan je sa Sveučilištem Fairleigh Dickinson u saveznoj državi New Jersey u SAD-u.

## Galerija
- Balliol College, pogled preko odgovarajuće-nazvane ulice Broad Street,
- Kazalište Sheldonian, smješteno u Oxfordu, građeno je od 1664. do 1669. godine prema nacrtu Christophera Wrena.
- Palača Blenheim u kojoj se rodio Winston Churchill,
- Chastleton House, jedan od primjera jakobijanske arhitekture.
- Radcliffe Camera, u sveučilištu Oxford.
- Župna crkva Svete Marije Djevice u Kidlingtonu.